# 風呂前有
風呂前 有（ふろまえ あり、1976年2月14日 - ）は、日本の漫画家。大阪府出身、在住。女性。金沢美術工芸大学芸術専攻卒。
2002年、「シタイサガシ」にて「アフタヌーン四季賞」2002年冬の準入選を受賞し、その後も数度入選する。2004年より『月刊アフタヌーン』（講談社）において、小学生たちの楽しい日常を描いた『ぺし』を連載、2007年に完結する。2009年より『good!アフタヌーン』（同）において、『鼻血が止まらない』を2号から連載、7号にて完結する。引き続き同誌において、恋愛に不器用な女子とモテ男との恋の顛末を描くラブコメ作品である『恋スルー乙女』を8号から連載、13号にて完結した。

## 作品リスト

### 漫画作品
講談社
- シタイサガシ（2002年） - アフタヌーン四季賞 2002冬 準入選受賞作。
- ぺし（『月刊アフタヌーン』2004年11月号 - 2007年12月号）
- あこがれのネコライフを考える。（『猫本2』2007年4月） - 4ページの短編作品。
- 鼻血が止まらない（『good!アフタヌーン』2009年#2 - #7） - 単行本未刊行。
- 恋スルー乙女（『good!アフタヌーン』2009年#6・2010年#8 - 13）

### BL漫画作品
茜新社
- 初心者のための旅行ガイド（『OPERA』vol.46、2014年8月）
- 放課後はいつもふたり（『OPERA』vol.47・53、2014年10月 ・2015年10月）
- クノイチさんと（『OPERA』vol.48 - 50、2014年12月 - 2015年4月）
- トイレの魔法使い（『OPERA』vol.51、2015年6月）

大洋図書
- カラーチャートをキミに（『ihr HertZ』2016年9月号 - 2017年1月号）

幻冬舎コミックス
- キスしちゃダメなの?（『pixivコミック LOVExxxBOYS』2017年11月24日 - 連載中） - pixiv限定連載[2]。

### イラストレーション
- 九谷もジャパンである（2008年、北國新聞社）

## 書誌情報

### アフタヌーンKC
- ぺし（2005年 - 2007年刊、全4巻）
  1. 2005年8月23日発売、ISBN 978-4-06-314389-8[3]
  2. 2006年7月21日発売、ISBN 978-4-06-314421-5[4]
  3. 2007年5月23日発売、ISBN 978-4-06-314452-9[5]
  4. 2007年10月23日発売、ISBN 978-4-06-314476-5[6]
- 恋スルー乙女（2011年刊、全1巻）
  - 同項目を参照。

### EDGE COMIX
- 放課後はいつもふたり（2016年6月25日発売、ISBN 978-4-86349-566-1）- 初のBL単行本[7]。
  - 併録「初心者のための旅行ガイド」「トイレの魔法使い」「クノイチさんと」

### H&C Comics ihr HertZシリーズ
- カラーチャートをキミに（2017年2月24日発売[8]、ISBN 978-4813031444） - BL作品。

### アンソロジー
- 猫本2（2008年4月23日発売、講談社〈KCデラックス〉）
  - 「あこがれのネコライフを考える。」収録。
  - 2008年4月26日発売の講談社MOOK版もある。
  - 同項目を参照。